# MercyMe

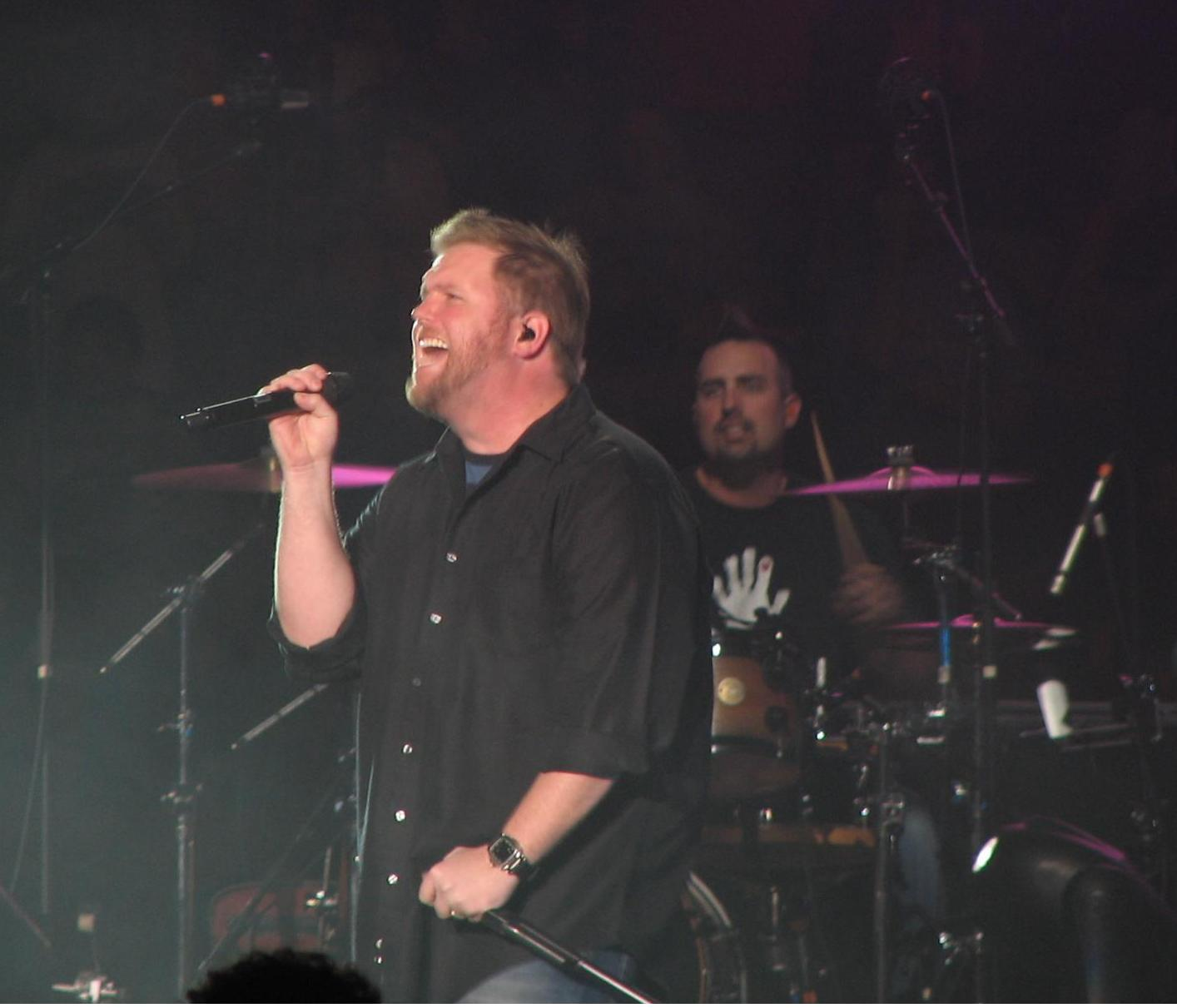
Sänger Bart Millard und Schlagzeuger Robin Shaffer von MercyMe

MercyMe ist eine US-amerikanische CCM-Band (Contemporary Christian Music) aus Greenville, Texas. Die Gruppe besteht aus Sänger Bart Millard, Keyboarder James Bryson, Schlagzeuger Robin Shaffer, Bassist Nathan Cochran und den Gitarristen Michael Scheuchzer und Barry Graul.

## Werdegang
Die Band wurde 1994 gegründet und veröffentlichte sechs Independent-Alben, bevor sie 2001 beim Label INO Records unterschrieb. Allgemeine Bekanntheit erreichte die Gruppe erstmals mit der Single I Can Only Imagine und dem Debütalbum Almost There. Seitdem hat die Gruppe weitere fünf Studioalben veröffentlicht. Mehrfach wurden die Veröffentlichungen mit Gold und Platin ausgezeichnet, auch ein Best-of-Album wurde herausgebracht. MercyMe wurde mehrfach für den Grammy Award nominiert.

## Diskografie
Studioalben

| Jahr | Titel                          | Höchstplatzierung, Gesamtwochen, AuszeichnungChartplatzierungen (Jahr, Titel, Platzierungen, Wochen, Auszeichnungen, Anmerkungen) | Höchstplatzierung, Gesamtwochen, AuszeichnungChartplatzierungen (Jahr, Titel, Platzierungen, Wochen, Auszeichnungen, Anmerkungen) | Anmerkungen                                                 |
| Jahr | Titel                          | US | Christ | Anmerkungen                                                 |
| ---- | ------------------------------ | --- | --- | ----------------------------------------------------------- |
| 1995 | Pleased to Meet You            | — | — | Erstveröffentlichung: 1995                                  |
| 1997 | Traces of Rain                 | — | — | Erstveröffentlichung: 1997                                  |
| 1998 | Traces of Rain Volume II       | — | — | Erstveröffentlichung: 1998                                  |
| 1999 | The Need                       | — | — | Erstveröffentlichung: 1999                                  |
| 1999 | The Worship Project            | — | — | Erstveröffentlichung: 1999                                  |
| 2000 | Look                           | — | — | Erstveröffentlichung: 2000                                  |
| 2001 | Almost There                   | US37 ×3Dreifachplatin · (96 Wo.)US                                                                                                | Christ1 (168 Wo.)Christ | Erstveröffentlichung: 14. August 2001 Verkäufe: + 3.000.000 |
| 2002 | Spoken For                     | US41 Gold · (29 Wo.)US | Christ2 (91 Wo.)Christ | Erstveröffentlichung: 1. Oktober 2002 Verkäufe: + 500.000   |
| 2004 | Undone                         | US12 Gold · (30 Wo.)US | Christ1 (97 Wo.)Christ | Erstveröffentlichung: 20. April 2004 Verkäufe: + 500.000    |
| 2006 | Coming Up to Breathe           | US13 Gold · (24 Wo.)US | Christ1 (85 Wo.)Christ | Erstveröffentlichung: 25. April 2006 Verkäufe: + 500.000    |
| 2007 | Coming Up to Breathe: Acoustic | — | Christ22 (3 Wo.)Christ | Erstveröffentlichung: 30. Januar 2007                       |
| 2007 | All That Is Within Me          | US15 Gold · (26 Wo.)US | Christ1 (83 Wo.)Christ | Erstveröffentlichung: 20. November 2007 Verkäufe: + 500.000 |
| 2008 | iTunes Originals               | — | — | Erstveröffentlichung: 18. März 2008                         |
| 2010 | The Generous Mr. Lovewell      | US3 Gold · (45 Wo.)US | Christ1 (95 Wo.)Christ | Erstveröffentlichung: 4. Mai 2010 Verkäufe: + 500.000       |
| 2011 | The Worship Sessions           | — | Christ33 (1 Wo.)Christ | Erstveröffentlichung: 30. August 2011                       |
| 2012 | The Hurt & The Healer          | US7 (31 Wo.)US | Christ1 (78 Wo.)Christ | Erstveröffentlichung: 22. Mai 2012                          |
| 2014 | Welcome to the New             | US4 Gold · (51 Wo.)US | Christ1 (187 Wo.)Christ | Erstveröffentlichung: 8. April 2014 Verkäufe: + 500.000     |
| 2017 | Lifer                          | US10 Gold · (12 Wo.)US | Christ1 (228 Wo.)Christ | Erstveröffentlichung: 31. Mai 2017 Verkäufe: + 500.000      |
| 2021 | Inhale (Exhale)                | US78 (1 Wo.)US | Christ3 (56 Wo.)Christ | Erstveröffentlichung: 30. April 2021                        |
| 2022 | Always Only Jesus              | US126 (1 Wo.)US | Christ1 (… Wo.)Christ | Erstveröffentlichung: 21. Oktober 2022                      |